# Minúsculo 28
Minúsculo 28 (numeração de Gregory-Aland), ε 168 (von Soden), é um manuscrito minúsculo grego do Novo Testamento, datado pela paleografia para o século XI.
Actualmente acha-se no Biblioteca Nacional da França (Gr. 379) em Paris.

## Descoberta
Contém 292 fólios dos quatro Evangelhos (23,1 x 18,7 cm), e foi escrito em uma coluna por página, em 10 linhas por página.
Ele contém κεφαλαια, τιτλοι, as seções amonianas e os Cânones eusebianos].

## Texto
O texto grego desse códice é um representante do Texto-tipo Cesareano em Evangelho segundo Marcos. Kurt Aland colocou-o na Categoria III.
No resto dos Evangelhos ele representa do Texto-tipo Bizantino. Kurt Aland colocou-o na Categoria V